# Randolph (Wisconsin)
Randolph és una població dels Estats Units a l'estat de Wisconsin. Segons el cens del 2000 tenia 1.869 habitants.

## Demografia
Segons el cens del 2000, Randolph tenia 1.869 habitants, 698 habitatges, i 483 famílies. La densitat de població era de 674,4 habitants per km².
Dels 698 habitatges en un 35% hi vivien nens de menys de 18 anys, en un 57,7% hi vivien parelles casades, en un 8,7% dones solteres, i en un 30,7% no eren unitats familiars. En el 27,4% dels habitatges hi vivien persones soles el 16,2% de les quals corresponia a persones de 65 anys o més que vivien soles. El nombre mitjà de persones vivint en cada habitatge era de 2,54 i el nombre mitjà de persones que vivien en cada família era de 3,11.
Per edats la població es repartia de la següent manera: un 26,2% tenia menys de 18 anys, un 8,5% entre 18 i 24, un 26,1% entre 25 i 44, un 18,8% de 45 a 60 i un 20,4% 65 anys o més.
L'edat mediana era de 38 anys. Per cada 100 dones de 18 o més anys hi havia 84,2 homes.
La renda mediana per habitatge era de 39.620 $ i la renda mediana per família de 47.847 $. Els homes tenien una renda mediana de 34.671 $ mentre que les dones 23.424 $. La renda per capita de la població era de 18.517 $. Aproximadament el 3,6% de les famílies i el 7,2% de la població estaven per davall del llindar de pobresa.

## Poblacions més properes
El següent diagrama mostra les poblacions més properes.